# اسکار برایسون
اسکار برایسون (اسپانیایی: Óscar Brayson‎؛ زادهٔ ۱۰ فوریهٔ ۱۹۸۵) جودوکار اهل کوبا است.
وی در مسابقات کشوری و بین‌المللی در مجموع برندهٔ ۸ مدال طلا، ۱۰ مدال نقره، ۱ مدال برنز شده‌است.